# Rudolf Streng
Rudolf Streng, född 26 februari 1873 i Sankt Petersburg, död 11 januari 1916 på Niuvanniemi sjukhus i Kuopio, var en finländsk borgmästare.
Streng, som var son till hovrättsrådet, senator Emil Edvard Streng och Milma Eveliina Ottelin, blev student vid Helsingfors normallyceum 1891, avlade rättexamen vid Helsingfors universitet 1895 och blev vicehäradshövding 1898. Efter att ha varit verksam som advokat i Viborg var han borgmästare i Kuopio stad 1907–1915.